# بطانة
البِطانَة  (بالإنجليزية: Endothelium)‏ في طب الأوعية الدموية هي طبقة خلايا التي تكون السطح الداخلي للأوعية الدموية من شرايين وأوردة وأوعية الجهاز اللمفاوي. البطانة الغشائية تكون ملساء وتسمح بمرور الدم على سطحها بسهولة. تتكون البطانة الغشائية من طبقة واحدة من الخلايا ملساء - شكلها مثل البلاط الذي نبلط به الأرض - وتقويها رقيقة داخلية مرنة. البطانة الغشائية والرقيقة الداخلية تشكلان طبقة تسمى غلالة باطنة.
الحفاظ على بطانة غشائية سليمة يحافظ على الصحة ويؤخر الشيخوخة، وأما تكوّن بطانة عصيدية عليها فيؤدي إلى عدم قيامها بوظيفتها على النحو السليم علاوة على تشكيلها لعوائق داخل الأوردة والشرايين فتقلل من معدل سريان الدم في الشرايين وتقلل من وصول الدم إلى بعض الأعضاء كالكلى والكبد والدماغ؛ فيكون تأثيرها على الصحة سيئا. تكون التصلب العصيدي في البطانة الغشائية تتسبب فيه سوء التغذية وعدم مراعاة مستوى مناسب للكولسترول في الدم.

## مصطلحات
يفرق النموذج الأساسي لعلم التشريح بين الخلايا البطانية والخلايا الظهارية على أساس الأنسجة التي تنمو منها. كما ثبت أن وجود خيوط الفيمنتين وليس الكيراتين هي التي تميز الخلايا البطانية عن الخلايا الظهارية. ويعتبر الكثيرون البطانة الغشائية نوعًا خاصًا من الأنسجة الظهارية.
تتكون كل من الشعيرات الدموية والشعيرات اللمفية من طبقةٍ واحدةٍ من الخلايا البطانية، تعرف باسم الطبقة الأحادية.

## الوظيفة
تدخل الخلايا البطانية في العديد من الجوانب في أحياء الأوعية الدموية، وتتضمن وظائفها ما يلي:
- تعمل كحائل - تعمل البطانة الغشائية كحائل شبه انتقائي، بين اللُمع الوعائية والأنسجة المحيطة بها، وتتحكم في مرور المواد وانتقال خلايا الدم البيضاء إلى تيار الدم، ومنه. وقد تؤدي الزيادة المفرطة أو المطوَّلة في نفاذية الطبقة الأحادية البطانية إلى حدوث وذمة أو تورم في الأنسجة، كما هو الحال في حالات الالتهاب المزمن.
- تجلط الدم (الخثار وانحلال الفايبرين). توفر البطانة الغشائية في العادة سطحًا غير مخثر، لاحتوائه، على سبيل المثال، على سلفات البوتاس الذي يستخدم كعامل مساعد من أجل تنشيط مضاد الثرومبين، وهو بروتياز يعمل على تعطيل نشاط عوامل متعددة في عملية التخثر المتعاقبة.
- الالتهاب
- تكوين أوعية دموية جديدة (تكوّن الأوعية الدموية)
- انقباض الأوعية وانبساط الأوعية، ما يُمكِّن من التحكم في ضغط الدم

في بعض أعضاء الجسم، توجد خلايا بطانية عالية التمايز لتقوم بأداء وظائف «ترشيح» متخصصة، ومن الأمثلة على هذه التراكيب البطانية المميزة الكبيبات الكلوية، والحاجز الدموي الدماغي.

## علم الأمراض
يعد الخلل الوظيفي البطاني، أو فقدان الوظيفة البطانية المناسبة، السمة المميزة للأمراض الوعائية، ويعتبر في الكثير من الأحيان البداية الأساسية والمبكرة للتصلب العصيدي. وغالبًا ما تتم ملاحظة ضعف الوظائف البطانية، ما يسبب فرط ضغط الدم والخثار، في المصابين بداء شريان القلب التاجي، والسكري، وفرط ضغط الدم، وفرط كوليسترول الدم، وكذلك في المدخنين. كذلك، يعد الخلل الوظيفي في الخلايا البطانية من المؤشرات على وجود مشاكل قلبية وعائية حادة، ويَظهر كذلك في الأمراض الالتهابية، مثل التهاب المفاصل الروماتويدي، والذئبة الحمامية المجموعية. يعد نقص أحادي أكسيد النيتروجين NO إحدى الآليات الأساسية في الخلل الوظيفي البطاني، وهو يأتي في الغالب نتيجة للمعدلات العالية من ثنائي ميثيل الأرجنين والذي يتداخل مع أرجنين L المحاكي لتخليق أكسيد النتريك مما يتسبب في فرط ضغط الدم. وللعلم فإن أكثر الآليات شيوعًا في الخلل الوظيفي البطاني هي الزيادة في أنواع الأكسجين التفاعلي التي تؤدي إلى ضعف إنتاج ونشاط أكسيد النتريك، عن طريق آليات متعددة أخرى. ويكون البروتين التأشيري ERK5 بالغ الأهمية في الحفاظ على طبيعة وظائف الخلايا البطانية. كذلك، يترتب على تلف البطانة إخراج عامل فون ويليبراند، الذي يساعد على تكدس الصفائح الدموية والتصاقها بالبطانة التحتية، بكميات قد تؤدي للانتكاس، ما يشير إلى احتمالية تخلق خثرات مميتة.